# Furacão Elida (2008)
O furacão Elida foi o segundo furacão e o quinto sistema tropical nomeado da temporada de furacões no Pacífico de 2008. Elida formou-se de uma onda tropical que começou a mostrar sinais de intensificação em 9 de Julho e que se tornou uma depressão tropical em 11 de Julho. Elida então começou a se fortalecer gradualmente, tornando-se um furacão de categoria 2 na escala de furacões de Saffir-Simpson antes de encontrar condições altamente desfavoráveis e se dissipar em 19 de Julho.
Como Elida esteve distante da costa durante todo o seu ciclo de vida, nenhum preparativo foi tomado e nenhum impacto foi relatado como consequência da passagem de Elida.

## História meteorológica

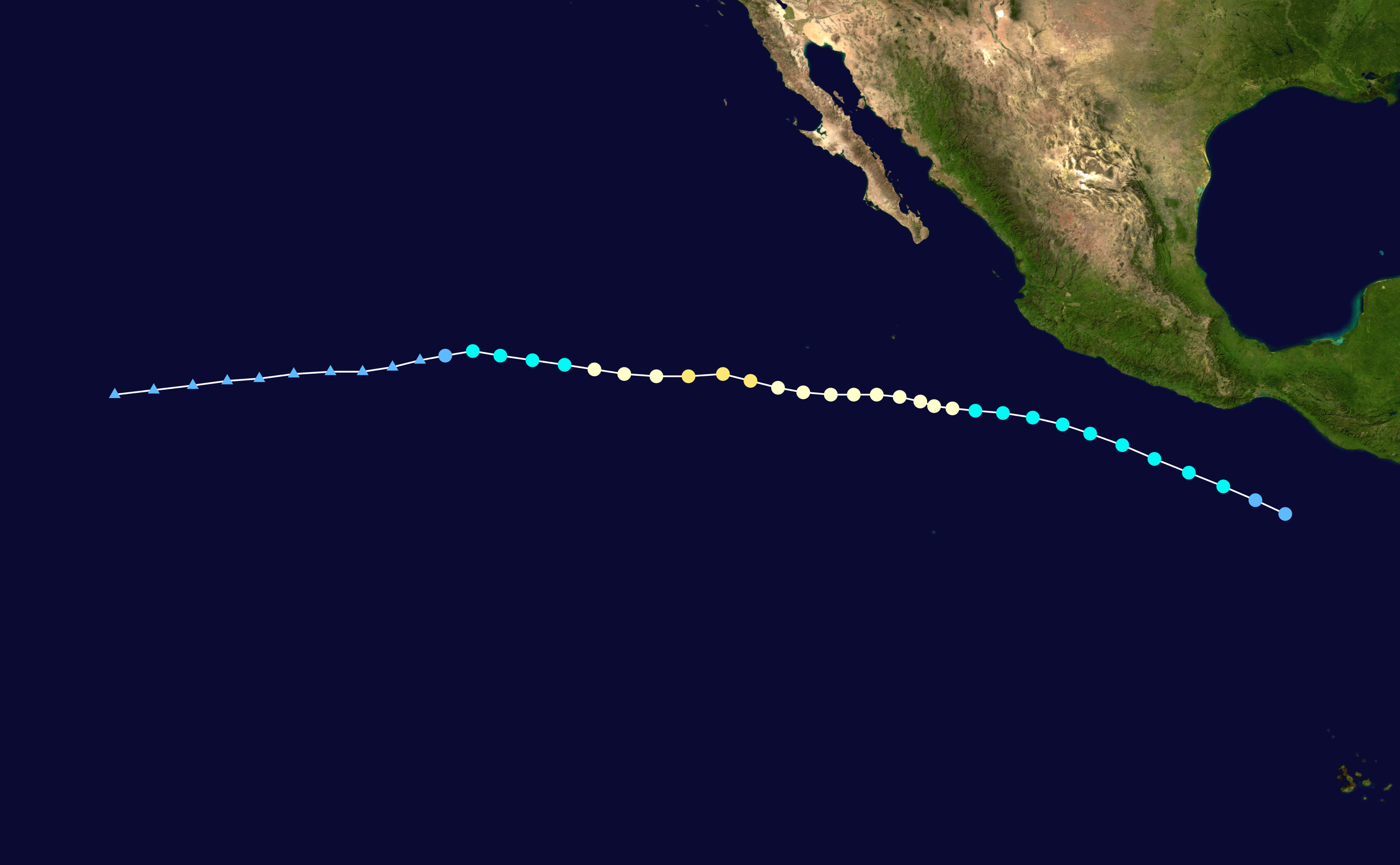
O caminho de Elida

Uma área de baixa pressão formou-se em 9 de Julho a algumas centenas de quilômetros da costa pacífica da Guatemala. O sistema gradualmente começou a se intensificar e a se organizar, até que em 11 de Julho, o sistema havia adquirido suficientes áreas de convecção para que o Centro Nacional de Furacões (NHC) o declarasse como uma depressão tropical. A tendência de intensificação rápida continuou e apenas seis horas depois, o NHC classificou a depressão para uma tempestade tropical, atribuindo-lhe o nome Elida. Naquele momento, o centro da tempestade tropical localizava-se a cerca de 355 de Puerto Angel, costa pacífica do México.

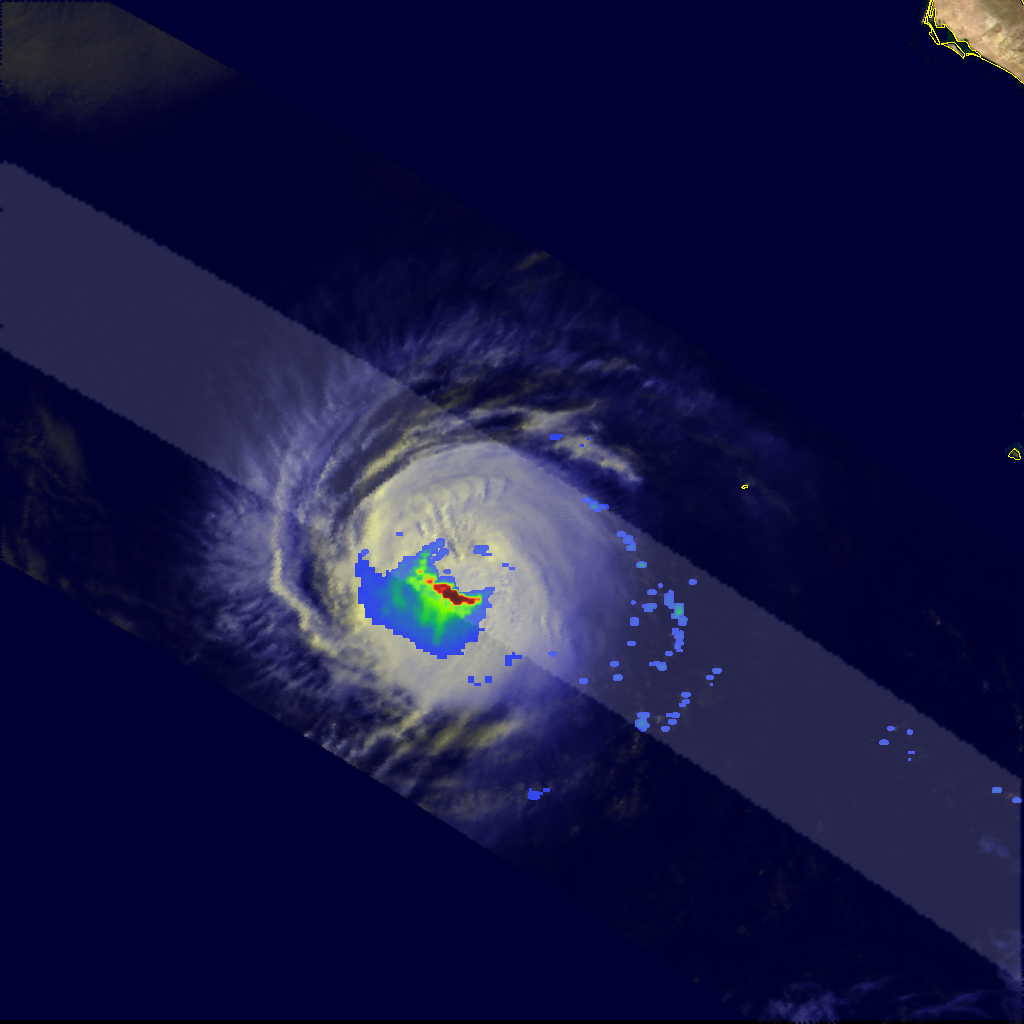
Imagem TRMM de Elida

Com cisalhamento do vento e fluxos externos moderados, inicialmente Elida foi modesto em se fortalecer. No entanto, as condições meteorológicas melhoraram com a diminuição do cisalhamento do vento, que permitiu uma intensificação mais rápida da tempestade, que se tornou um furacão durante a manhã (UTC) de 14 de Julho a cerca de 535 km a sul-sudoeste de Cabo Corrientes, México. Seguindo continuamente para oeste ou oeste-noroeste pela periferia de uma alta subtropical ao seu norte, Elida continuou a se intensificar sob condições meteorológicas e oceânicas favoráveis. No entanto, um leve aumento no cisalhamento do vento impediu uma intensificação adicional do sistema, e provocou uma lenta tendência de enfraquecimento do sistema. No começo da madrugada (UTC) de 16 de Julho, Elida era um furacão mínimo, mas voltou a se intensificar assim que o cisalhamento do vento diminuiu. Durante a noite (UTC) de 16 de Julho, Elida atingiu o seu pico de intensidade, com ventos máximos sustentados de 165 km/h.
Elida manteve seu pico de intensidade por cerca de 12 horas antes de começar a seguir sobre águas mais frias a partir da manhã (UTC) de 17 de Julho, quando iniciou uma rápida tendência de enfraquecimento. Durante a manhã de 18 de Julho, Elida se enfraqueceu para uma tempestade tropical, enquanto que 24 horas depois, Elida se enfraqueceu para uma depressão tropical assim que todas as principais áreas de convecção se dissiparam. Ainda em 19 de Julho, o Centro Nacional de Furacões emitiu seu aviso final sobre Elida assim que o sistema degenerou-se numa área de baixa pressão remanescente.

## Preparativos e impactos
Como Elida manteve-se distante de qualquer região de costa, não causou qualquer tipo de preparativo ou impacto. Nenhum navio ou estação meteorológica registrou diretamente a passagem do sistema.